# Mel Stewart
Milton Stewart, detto Mel, noto anche con lo pseudonimo di Melvin Stuart (Cleveland, 19 settembre 1929 – Pacifica, 24 febbraio 2002), è stato un attore e musicista statunitense.

## Biografia
Iniziò la sua carriera da attore nel 1959. All'inizio degli anni sessanta, apparve negli spettacoli di Broadway Purlie Victorious, The Hostage, The Cool World e Simply Heavenly.
Fu la voce narrante per Scenes in the City, una lunga composizione jazz con testo di Lonne Elder e Langston Hughes dell'album del 1957 di Charles Mingus A Modern Jazz Symposium of Music and Poetry. Nel 1961, registrò un album di poesie di Langston Hughes sulla Folkways Records intitolato Langston Hughes' The Best of Simple. Fu membro del gruppo di improvvisazione The Committee con sede a San Francisco, con il quale si esibì al Dick Cavett Show nel 1969.
Apparve in molte serie TV, tra cui Quella strana ragazza, Marcus Welby, The Bob Newhart Show, Good Times e Harry O. Tra i ruoli più memorabili figura Henry Jefferson, fratello di George Jefferson, nella serie Arcibaldo. Nel 1974 dirige due episodi della serie Get Christie Love! e recita nella serie On the Rocks. Dopo la cancellazione della serie nel 1976, interpretò Marvin Decker nella serie spinoff di Vita da strega Tabitha dal 1977 al 1978.
Oltre alla recitazione e alla regia, era un affermato sassofonista jazz. Residente da molto tempo a San Francisco, ha insegnato recitazione alla San Francisco State University. Tra i suoi studenti c'era l'attore Danny Glover.
Ebbe un ruolo ricorrente in Top Secret, nei panni del capo sezione Billy Melrose. Fece la sua ultima apparizione sullo schermo nel film Made in America del 1993.
Fondò il gruppo teatrale Black Actors Now Through Unity (BANTU) e ha diretto spettacoli al Center for African and African-American Art and Culture di San Francisco e al Black Repertory Theatre di Berkeley, in California.
Morì d'Alzheimer il 24 febbraio del 2002.

## Vita privata
Dal 1976 fino alla morte fu spostato con Annie Dong.
Fu Cintura nera di terzo grado di Aikidō e aprì un dojo per i giovani dei centri urbani nel quartiere Bayview di San Francisco.

## Filmografia parziale

### Cinema
- Strategia di una rapina (Odds Against Tomorrow), regia di Robert Wise (1959)
- Ombre (Shadows), regia di John Cassavetes (1959)
- The Cool World, regia di Shirley Clarke (1963)
- Nothing But a Man, regia di Michael Roemer (1964)
- Petulia, regia di Richard Lester (1968)
- Il padrone di casa (The Landlord), regia di Hal Ashby (1970)
- Il PornOcchio (Cry Uncle!), regia di John G. Avildsen (1971)
- Trick Baby, regia di Larry Yust (1972)
- Scorpio, regia di Michael Winner (1973)
- Let's Do It Again, regia di Sidney Poitier (1975)
- Di chi è la mia vita? (Whose Life Is It Anyway?), regia di John Badham (1981)
- Sbirri oltre la vita (Dead Heat), regia di Mark Goldblatt (1988)
- Balle spaziali 2 - La vendetta (Martians Go Home), regia di David Odell (1989)
- Re-Animator 2 (Bride of Re-animator), regia di Brian Yuzna (1990)
- Made in America, regia di Richard Benjamin (1993)

### Televisione
- La città in controluce (Naked City) – serie TV, un episodio (1963)
- The Nurses – serie TV, un episodio (1964)
- Arcibaldo (All in the Family) – serie TV, 8 episodi (1971-1973)
- The Bob Newhart Show – serie TV, un episodio (1973)
- Toma – serie TV, un episodio (1974)
- On the Rocks – serie TV, un episodio 13 episodi (1975)
- Agenzia Rockford (The Rockford Files) – serie TV, un episodio (1975)
- Sanford and Son – serie TV, un episodio (1977)
- Radici - Le nuove generazioni (Roots: The Next Generation) – serie TV, (1979)
- Benson – serie TV, un episodio (1979)
- Bolle di sapone (Soap) – serie TV, un episodio (1980)
- La casa nella prateria (Little House on the Prairie) – serie TV, un episodio (1981)
- Ralph supermaxieroe (The Greatest American Hero) – serie TV, un episodio (1981)
- Top Secret (Scarecrow and Mrs. King) – serie TV, 88 episodi (1983-1987)
- Cin cin (Cheers) – serie TV, un episodio (1984)
- Amen – serie TV, un episodio (1987)
- Frank's Place – serie TV, un episodio (1988)
- 227 – serie TV, un episodio (1989)
- Matlock – serie TV, 2 episodi (1989)
- Cuori senza età (The Golden Girls) – serie TV, un episodio (1989)
- L'ispettore Tibbs (In the Heat of the Night) – serie TV, 3 episodi (1990)

## Doppiatori italiani
Nelle versioni in italiano delle opere in cui ha recitato, Mel Stewart è stato doppiato da:
- Ferruccio Amendola in Strategia di una rapina
- Franco Odoardi in La casa nella prateria
- Glauco Onorato in Top Secret (st. 1, ep. 2x05)
- Luciano De Ambrosis in Top Secret (st 2-4)